# Taşlıca, Şehitkamil
Taşlıca là một xã thuộc huyện Şehitkamil, tỉnh Gaziantep, Thổ Nhĩ Kỳ.